# Син (Хърватия)
Син (на хърватски: Sinj) е град в Южна Хърватия, в Сплитско-далматинска жупания.

## Общи сведения
Син е разположен в планинска местност на север от далматинското крайбрежие. Отстои на 34 км северно от Сплит и на 68 км югоизточно от Книн. На 10 км североизточно от града преминава границата с Босна и Херцеговина.
През Син минава автомобилният път Сплит-Син-Книн-Краловац, свързващ централната част на Хърватия с адриатическото крайбрежие.
Син е най-големият град в плодородната долина на река Цетина, която протича само на 5 км от него. Тази долина е известна също като Синско поле или Цетинска Краина. Синското поле е заобиколено от всички страни от четири планини - Свилая, Камешница, Висока и част от Динара, която е най-високата от четирите и по чийто хребет, разположен на североизток от Син, минава границата с Босна. Тези четири планини формират специфичния субсредиземноморски климат в района отличаващ се с горещо лято и студена зима.

## История
В древността на мястото на съвременния Син е имало поселение на илирите, по-късно римско селище. В околностите на града има останки от няколко римски крепости по течението на Цетина.
За първи път градът е споменат под името Син през 1402 г. От края на XIII в. тук управлява хърватският аристократичен род Зрини, а от средата на XIV в. - родът Нелипич. През 1530 г. Син е превзет от османците. През 1686 г. тези земи преминават под контрола на Венеция и е построена крепостта Камичац. По това време Син става известен като поклоннически център заради църквата на Божията майка, в която се съхранява иконата „Черната Богородица“, която според легендата е донесена от Рим през XV в.
През август 1715 г. Син е обсаден от турски войски, но издържа обсадата. Според преданието турският паша Мехмед Челик събира между 60 и 70 000 войници, за да подчини областта, но град Син отказва да се предаде, въпреки че разполага само със 700 бранители. Жителите на града заедно с осем монаси започват да се молят на Богородица, макар да изглежда сигурно, че градът ще падне. Но в нощта срещу Успение Богородично турците отстъпват, оставяйки след себе си 10 000 мъртви, защото се разразява страшна епидемия и те разказват, че многократно виждат фигурата на жена, обляна в светлина, която вървяла срещу бастионите им. Това събитие също става една от причините към Син да се стичат поклонници на 15 август, деня на Богородица.

## Население
Според преброяването от 2011 г. Син има население от 11 478 жители, а в цялата община живеят 24 826 души.

## Забележителности
- Францисканският манастир и манастирската църква в чест на Богородица Синска, първите документи за която се отнасят към XV в. Тогава именно според легендата в нея е пренесена иконата прочула се като „Черната Богородица“.
- Традиционното конно състезание Синска Алка, което се провежда ежегодно от 1715 г. насам през август в чест на победата над османците.